# École pour l'informatique et les techniques avancées
École pour l'informatique et les techniques avancées (EPITA), fondată în 1984, este o universitate tehnică din Le Kremlin-Bicêtre (Franța).

## Secții
- Master

Domeniu: informatică
- Doctorat

Domeniu: Inginerie informatică, Inginerie Electrică, Automatică, Tehnologia Informației, Procesare de semnal, Microelectronică, Nanotehnologie, Acustică, Telecomunicație